# کاسه‌سینه
کاسه‌سینه (نام علمی:  Pelycothorax tylauchenioides) نام یک گونه از زیرراسته سوسک‌های همه‌چیزخوار است.